# Rally Ciudad de Oviedo de 1974
El Rally Ciudad de Oviedo de 1974, oficialmente 11.º Rally Ciudad de Oviedo, fue la undécima edición y cita de la temporada 1974 del Campeonato de España de Rally. Se celebró del 7 al 8 de septiembre y contó con un itinerario de 155 km cronometrados.

## Clasificación final
| Pos. | Piloto              | Copiloto              | Automóvil                  | Puntos |
| ---- | ------------------- | --------------------- | -------------------------- | ------ |
| 1.   | Salvador Cañellas   | Daniel Ferrater       | SEAT 1430-1800             | 6299   |
| 2.   | «Crady»             | Víctor Fernández      | Porsche 911 Carrera RS 2.7 | 6307   |
| 3.   | Antonio Zanini      | Eduardo Martínez-Adam | SEAT 1430-1800             | 6401   |
| 4.   | Estanislao Reverter | Antonio Reverter      | BMW 2002 Tii               | 6865   |
| 5.   | Aladino Martínez    | Miguel F. Calleja     | Alpine-Renault A110 1440   |        |
| 6.   | Tim Duffe           | Mike Suveyer          | Davrian                    |        |
| 7.   | Genito Ortiz        | María Jesús Cabal     | Simca 1200                 |        |
| 8.   | «Yolanda»           | Isabel Castellanos    | Morris Mini                |        |
| 9.   | José María González | Miguel Torres         | SEAT 1430-1800             |        |
| 10.  | Jaime Balaña        | Julián Berne          | Alpine-Renault A110 1440   |        |